# 마쓰다이라 나가치카
마쓰다이라 나가치카(일본어: 松平長親, 1473년 ~ 1544년 9월 9일)는 마쓰다이라씨 제5대 당주이다.
4대 당주 마쓰다이라 지카타다의 셋째 아들(둘째 아들이라는 설도 있다)로 처음에는 나가타다(長忠)라고 칭했지만, 후에 나가치카로 개명했다. 아명은 지로사부로(次郎三郎), 다케치요(竹千代). 관위는 종오위하, 구로도(蔵人), 사쿄노스케(左京亮), 이즈모노카미(出雲守).

## 생애
1496년(메이오 5년), 아버지의 은거로 가독을 이어서 안쇼 성(安祥城) 성주가 된다. 그러나 그 무렵, 이웃 국 스루가의 이마가와 우지치카로부터의 공격을 받게 되고, 나가치카는 고전이 예상되어 고심에 빠져 있었다. 이때 이마가와 우지치카의 가신이었던 이세 신쿠로 나가우지(伊勢新九郎長氏, 후의 호죠 소운)과 싸우기도 했다. 그러나 나가치카는 뛰어난 무장이어서 이마가와 군의 공격을 잘 견뎠다. 나가치카는 미카와국의 고쿠진(国人) 영주였던 마쓰다이라 씨를 센고쿠 다이묘(戦国大名)로서 비약시키기 위한 기초를 쌓은 인물이었다고 생각되고 있다.
또 나가치카는 렌가(連歌)의 작자로서도 알려지고 있어, 렌가사 소쵸(宗長)를 오카자키에 초대한 일도 있었다고 하는 등 교양에도 뛰어났다고 전한다.

### 이마가와 가의 침공을 격퇴
이는 《류에이 비감(柳営秘鑑)》에 있는 1501년(분키 원년) 음력 9월의 항에 기술되어 있다.
「그 후 노부미쓰 공의 손자 도쿠가와 지로사부로 나가치카 공의 때인 분키 원년 신유년 9월, 이마가와 가의 대장인 이세 신쿠로 나가우지 뉴도 소운과 이와츠키(岩付)의 성 아래에서의 전투에서 승리했다. 그 때의 선진은 사카이 사에몬노죠 우지타다 뉴도 죠켄(酒井左衛門尉氏忠入道浄賢), 동생 요시로 지카시게(与四郎親重)와 아울러 혼다(本多), 오쿠보(大久保), 야나기하라(柳原) 등이며…」
그러나 《도쿠가와 실기(徳川実紀)》에서는, 1506년(에이쇼 3년) 음력 8월 20일의 일이라고 한다.
이에 따르면, 대군으로 동 미카와를 제압한 센고쿠 다이묘 이마가와 우지치카는 서 미카와에 진공한다. 나가치카는 농성책을 채용하지 않고 야전을 선택하고 스스로 직속 부하를 이끌고 안쇼에서 출진하여, 멀리 동 미카와의 세력을 합한 1만 여라고 하는 대군에 대하여 나가치카는 500 여의 병사로 영격을 시도했다.
마쓰다이라 세력이 결사적으로 싸우는 모습에 이마가와 측은 전의가 낮은 동 미카와 세력이 먼저 무너졌다. 그 후에도 나가치카는 아직 전투에 참가하지 않은 이마가와 측의 병사를 격파하고, 최후에는 이마가와 군의 대장 이세 신쿠로 나가우지의 하타모토 세력까지 완전히 무너뜨렸다. 일몰 후에도 마쓰다이라 세력은 잘 유지되어, 그날 밤은 야하기가와(矢作川)를 앞에 두고 진을 쳤다. 이마가와 군은 생각지 않은 고전의 결과로, 아쓰미반도(渥美半島)의 다하라 성(田原城)으로부터 도다 씨(戸田氏)에게 배후를 찔리는 것을 두려워하여, 다음 날 아침에는 동 미카와의 이마바시 성(今橋城)을 지나서 본국으로 철퇴했다.
이 승리로 나가치카의 무명은 크게 올라가 마쓰다이라 당(松平党)에 있어서의 구심력을 강화했다. 이 후에도 이마가와 씨와의 싸움은 1508년(에이쇼 5년)까지 계속되었지만, 나가치카는 영지의 보호와 유지에 힘써서 마쓰다이라 씨 발전의 기초를 닦았다.

### 가독 계승과 은거
1506년, 나가치카는 장남 마쓰다이라 노부타다에게 가독을 물려주고 은거했다. 이 시점에서의 은거는 너무 빠르다고 생각되지만 진상은 명확하지 않다. 노부타다가 암우했던 것을 알지 못했던 때문이라고도 하고, 나가치카 자신이 1501년의 시점에서 이미 출가하여 있었던 때문이라고도 한다. 그렇다고는 하지만, 그 후에도 적자 노부타다와 적손 마쓰다이라 기요야스의 후견인으로서 이마가와 군과 싸우고 있다. 또 사사(寺社) 등에 관한 실권은 여전히 장악하고 있어서, 1523년(다이에이 3년)과 1527년(다이에이 7년)의 음력 1월에, 마쓰다이라 향(松平郷)의 고게쓰인(高月院)에 사령(寺領)을 기부하고, 동년 음력 12월에는 불탄 가모군(加茂郡) 로쿠쇼묘진(六所明神, 아이치현 도요타시 사카우에 정坂上町 로쿠쇼 신사六所神社)을 마쓰다이라 일당의 씨신으로 칭하고, 조영봉하장(造営奉賀状)을 발하고 있다. 이것은 일련의 이마가와 씨의 미카와 침공 때에 이와즈 성(岩津城)이 공격 받아, 종가였던 이와즈의 일족은 대부분 전사해 버렸다고 한다. 이에 명실 공히 안쇼 마쓰다이라 가가 마쓰다이라 종가의 입장이 되었기 때문에, 마쓰다이라 일족의 계승자로서 행해진 일이라고 한다.

### 만년의 후계자 문제
은거 후 나가치카는 여전히 마쓰다이라의 당주 노부타다를 후견·보좌했지만, 노부타다는 역량이 부족한 데다가 일문중(一門衆)과 가신단으로부터의 신망이 엷어 마쓰다이라 당이 해체의 위기에 직면했다. 그 때문에 가로 사카이 다다나오(酒井忠尚, 쇼겐将監)의 탄원에 의해 나가치카와 노부타다 부자는, 노부타다의 은거와 노부타다의 적자 기요야스에의 가독 계승을 받아 들였다.
만년은 후카마(福釜)·사쿠라이(桜井)·도조(東条)·후지이(藤井)로 새롭게 분가를 배출시킨 자식들 중에서 유난히 사쿠라이의 노부사다(信定)를 편애한 나머지, 기요야스의 사후에 어려서 뒤를 이은 마쓰다이라 히로타다(나가치카의 증손)가 노부사다에 의해 오카자키성으로부터 쫓겨날 때에도 아무런 손을 쓰지 않았다. 이 때문에 가신단의 실망을 샀다고 한다.
후에는 히로타다와 화해하여 태어난 히로타다의 장남(나카치카에게는, 손자의 손자인 현손에 해당하는)에게 자신과 기요야스와 같은 「다케치요」라고 이름 짓도록 명하고 있다. 그가 후의 도쿠가와 이에야스이다. 그러나 나가치카가 몹시 사랑한 노부사다는 히로타다의 대까지 가독에 대한 미련을 버리지 못하여 마쓰다이라 일족과 그 가신단의 내분을 일으키고, 결과적으로는 어린 시절 이에야스의 고난의 원인이 되었다.

### 죽음
1544년(덴분 13년 8월 22일)에 죽는다. 향년 72세였다. 묘는 다이주지(大樹寺)에 있으며 법명은 「掉舟院殿一閑道閲大居士」이다.